# Bernat Català
Bernat Català (?, ca. 1450 – ?, ca. 1510) va ser membre del patriciat urbà, justícia criminal i mestre racional de la Ciutat de València.
El 1479 es va ser nomenat Justícia criminal, encara que es va distingir com a Mestre Racional, càrrec que ocupar en tres ocasions consecutives entre gener del 1482 i juny del 1488. Va instaurar un sistema de reformes de caràcter proteccionista pel control dels drets duaners, a una època d'inestabilitat financera als comptes de la ciutat de València, per un creixent endeutament públic i per la consolidació parcial del deute censal flotant. Les seues mesures provocaren tensions dins del municipi, i amb el suport de Ferran el Catòlic, investigà oficialment el Racional i el seu germà Andreu, entre l'abril i el desembre de 1486, per la que es va condemnar al tal Andreu.
El 1486 seria acusat a de malversació econòmica, que malgrat la investigació ordenada pel rei no va poder aclarir-se íntegrament, seguint encara durant cert temps al càrrec.
El 22 de desembre de 1487 va ser designat de nou Mestre Racional, i sis mesos després, al juny de 1488 dimití, i va ser substituït pel ciutadà Franci Granulles. A més d'aquesta responsabilitat, Català va exercir dues vegades la Juraderia , també dues la Procuració, el 1480 i el 1482, i Batlia de Gandia el 1482. També va administrar l'any 1482 l'Hospital de la Reina, i el 1486 el d'En Clapers, i una també una de les places del Quitament (1488). Va ser inclòs en sis ocasions diferents a les Cedes per dotar la Juraderia de València entre 1493 i 1506, i en dues ocasions per cobrir plaça de Justícia civil i magatzem, ambdues el 1481; també va ser triat com a Síndic en representació de la capital del regne València a les Corts de Tarassona, el 9 de gener de 1484.